# Unterbergalmbahn
De Unterbergalmbahn is een stoeltjeslift gebouwd door Doppelmayr voor de Mayrhofner Bergbahnen gebouwd in 2001.

## Prestaties
Men heeft de beschikking tot 51 banken waarop 6 personen plaats kunnen nemen. De kabelbaan gaat 5 meter per seconde. Deze dingen bij elkaar opgeteld, brengt een totale capaciteit van 2400 personen per uur.

## De oude lift
Voor dat deze lift gebouwd werd, stond er een andere lift op de plek: een sleeplift. Deze is vervangen doordat de capaciteit te laag was, met deze nieuwe baan is de capaciteit bijna verdubbeld.